# Valentina Herszage
Valentina Herszage (née le 11 mars 1998) est une actrice brésilienne qui s'est fait connaître en jouant dans les films Mate-me Por Favor, Raquel 1:1, et Je suis toujours là.

## Carrière
Valentina a participé au cours de théâtre à l'Universidade Cândido Mendes, à Ipanema, Rio de Janeiro et à la Catsapá Escola de Musicais. En 2009, elle a joué, à 11 ans, dans le court métrage pour enfants Direita É a Mão que Você Escreve, du réalisateur Paulo Santos, projeté en 2010 au Festival du film pour enfants de Florianópolis. Elle participe, en 2015, au film Mate-Me Por Favor, dans le rôle de Bia, et reçoit le Trophée Redentor de l'actrice lors de l'édition 2015 du Festival de Rio,. En 2016, elle a joué dans la pièce Jovem Estudante Procura.
En 2017, elle a fait ses débuts à la télévision dans le feuilleton Pega Pega sur Rede Globo dans le rôle de Bebeth Ribeiro.
En 2019, elle joue Hebe Camargo dans sa jeunesse, dans la mini-série de Globoplay Hebe, partageant le rôle avec l'actrice Andrea Beltrão. La même année, elle tourne le long métrage Les Sept Douleurs de Marie, du réalisateur portugais Pedro Varela et, en novembre, elle joue dans le film Raquel 1:1, de Mariana Bastos, sorti au SXSW en 2022. Elle a participé au film Homem Onça, de Vinicius Reis. Au théâtre, Valentina fait partie de la distribution de la production brésilienne de Lazarus, de David Bowie et Enda Walsh.
En 2020, elle a enregistré à distance le film Álbum em Família, de Daniel Belmonte. Le film porte sur un groupe d'acteurs qui se réunissent virtuellement pour mettre en scène une pièce de Nelson Rodrigues. 
En 2022, elle enregistre la série Fim, basée sur le roman de Fernanda Torres. Elle joue l'infirmière Maria Clara, qui s'occupe de Ciro, le rôle de Fabio Assunção dans sa vieillesse. En août, elle tourne le film As Polacas, dans le rôle de la protagoniste Rebeca, une femme juive qui fuit la Pologne pour commencer une nouvelle vie au Brésil, trompée et emmenée dans un bordel. À la fin de l'année, elle enregistre la série Suíte Magnólia, sur Canal Brasil, de Hamilton Vaz Pereira, dans laquelle elle incarne Nunky, une femme qui croit venir d'une autre planète. En 2023, en juin, elle tourne dans le film Ainda Estou Aqui, de Walter Salles, basé sur les mémoires du même nom écrits par Marcelo Rubens Paiva, dans lequel elle incarne Vera Sílvia Facciolla Paiva, l'une des cinq enfants d' Eunice Paiva, symbole de la lutte contre la dictature, interprétée par Fernanda Torres. Elle a ensuite commencé à enregistrer le remake du feuilleton Elas por Elas, incarnant son premier rôle de « méchant », Cris, la fille trop gâtée de Lara, interprétée par Deborah Secco.

## Vie personnelle
Valentina Herszage est la fille de la psychanalyste Mônica Coutinho et de l'homme d'affaires Marcello Herszage. Elle a des ancêtres juifs, ses arrière-grands-parents étant originaires de Varsovie, en Pologne.

## Filmographie

### Télévision
| Année   | Titre                     | Rôle                                  | Notes |
| ------- | ------------------------- | ------------------------------------- | ----- |
| 2017-18 | Pega Pega                 | Elizabeth Castro Ribeiro "Bebeth"     |       |
| 2019    | Hebe                      | Young Hebe Camargo                    |       |
| 2021-22 | Quanto Mais Vida, Melhor! | Flávia Santana / Pink                 |       |
| 2023    | Elas por Elas             | Cristiane "Cris" Furtado Lopes Pompeu |       |
| 2023    | Fim                       | Maria Clara Barros                    |       |
| 2024    | Suíte Magnólia            | Nunky Mendes                          |       |

### Film
| Année | Titre                                  | Rôle                        | Notes      |
| ----- | -------------------------------------- | --------------------------- | ---------- |
| 2009  | Direita É a Mão que Você Escreve       | Carolina                    | Short film |
| 2015  | Mate-Me Por Favor                      | Bia                         |            |
| 2021  | Homem Onça                             | Rosa                        |            |
| 2021  | Álbum em Família                       | Valentina / Heloísa         |            |
| 2023  | Raquel 1:1                             | Raquel                      |            |
| 2023  | O Mensageiro                           | Vera                        |            |
| 2024  | Vidro Fumê                             | Luana de Freitas            |            |
| 2024  | As Polacas                             | Rebeca                      |            |
| 2024  | Ainda Estou Aqui (Je suis toujours là) | Vera Sílvia Facciolla Paiva |            |
| 2025  | Coisa de Novela                        | Laura                       |            |
| 2025  | A Batalha da Rua Maria Antônia         |                             |            |

### Vidéos musicales
| Année | Titre    | Artiste       |
| ----- | -------- | ------------- |
| 2017  | Me Adora | César Lacerda |

## Scène
| Année | Titre                   | Role        |
| ----- | ----------------------- | ----------- |
| 2016  | Jovem Estudante Procura | Clara       |
| 2019  | Lazarus                 | Adolescente |

## Prix et nominations
| Année | Récompense                               | Catégorie                                                     | Œuvre                            | Result   |
| ----- | ---------------------------------------- | ------------------------------------------------------------- | -------------------------------- | -------- |
| 2011  | Festival de Cinema de Maringá            | Meilleure actrice principale                                  | Direita é a Mão Que Você Escreve | Lauréate |
| 2015  | Festival do Rio                          | Meilleure actrice                                             | Mate-me Por Favor                | Lauréate |
| 2015  | Bisatto D’Oro du Festival de Venise      | Meilleure interpretation                                      | Mate-me Por Favor                | Lauréate |
| 2015  | Janela Internacional de Cinema do Recife | Mention spécialepour la meilleure performance (jury officiel) | Mate-me Por Favor                | Lauréate |
| 2016  | Prêmio Guarani de Cinema Brasileiro      | Révélation de l'année                                         | Mate-me Por Favor                | Lauréate |
| 2017  | Prêmio Contigo!                          | Meilleur nouvelle actrice                                     | Pega Pega                        | Nommée   |
| 2017  | Prêmio Extra de Televisão                | Révélation féminine                                           | Pega Pega                        | Nommée   |
| 2020  | Melhores do Ano Minha Novela             | Meilleure actrice dans un second rôle                         | Hebe                             | Nommée   |
| 2022  | North Bend Film Festival                 | Meilleure Performance                                         | Raquel 1:1                       | Lauréate |
| 2023  | Troféu Que História É Essa, Porchat?     | Meilleure histoire de bar                                     | Afogada na Banheira              | Nommée   |
| 2024  | Festival Sesc Melhores Filmes            | Meilleure actrice nationale                                   | Raquel 1:1                       | Nommée   |
| 2024  | Prêmio F5                                | Meilleur second rôle                                          | Ainda Estou Aqui                 | Nommée   |